# ものまね四天王
ものまね四天王（ものまねしてんのう）とは、かつてフジテレビの『ものまね王座決定戦』で人気・実力を不動のものにし、一世を風靡した清水アキラ・ビジーフォー（グッチ裕三・モト冬樹）・栗田貫一・コロッケのものまねタレント4組、またはその個々を指す呼称である。

## 概要
- 「ものまねブーム」が始まった1990年頃に、番組の高視聴率や優勝回数が多いことなどに伴い、フジテレビの『ものまね王座決定戦』で命名されたのが始まりである。その後、四天王はレギュラー番組『ものまね珍坊』など様々な箇所で活躍して、以後バラエティ番組の歴史では欠かせない代名詞となった。
- しかし、1992年にコロッケがプロデューサーであった木村忠寛との確執や事務所独立を巡る軋轢等から『ものまね王座』をはじめとするフジテレビのものまね番組から降板。その後コロッケが日本テレビの『ものまねバトル』に出演するようになってからは、栗田と清水、ビジーフォーのグッチ裕三とモト冬樹の4人を、または『発表!日本ものまね大賞』優勝を経てプロデビューした布施辰徳を加えた4組を指す言葉として使われたが、程なくしてビジーフォーも番組を降板し、ものまね四天王は事実上消滅した。

## 消滅後
- 清水と栗田は、その後お笑いコンビ「アキカン」を結成している。
- 2011年6月2日、コロッケの呼びかけにより、東京都渋谷区の渋谷公会堂で東日本大震災（東北地方太平洋沖地震）の復興支援チャリティーライブイベント『ものまねキャラバン』が行われ、コロッケ・清水・栗田の3人が19年ぶりに共演した。なお、グッチと冬樹はスケジュールの都合でライブには出演しなかった。
- 2015年3月29日に開催された「『ものまねキャラバンVol.5』〜いま、ものまね芸人にできること〜」で四天王5人が集結、公の場では23年ぶりの復活を果たした[1]。
- 2015年8月22日放送の『八方・陣内・方正の黄金列伝』にコロッケが出演、個別に収録したVTRながら四天王がコロッケに対する思いを語った。
- 2018年6月20日放送のフジテレビ『梅沢富美男のズバッと聞きます!』で、1992年のコロッケのフジテレビのものまね番組降板以来となる26年ぶりにものまね四天王が揃ってテレビ共演を果たした[2]。

## メンバー
- 清水アキラ
- ビジーフォー（グッチ裕三・モト冬樹）
- 栗田貫一
- コロッケ

## ディスコグラフィー
- バカと呼ばれたい/ものまね天国（1990年8月8日発売、東芝EMI）

## ものまね女四天王・ものまねお笑い四天王
松居直美・松本明子・篠塚満由美・しのざき美知がものまね女四天王と呼ばれた。その後、しのざきの代わりに斉藤ルミ子が四天王入りした。また、篠塚が新人の松下桂子と期間限定ユニット「しじみとさざえ」を組んでいた時期は「しじみとさざえ」が四天王扱いとなった。
しのざき美知・ダチョウ倶楽部・笑福亭笑瓶・ピンクの電話がものまねお笑い四天王と呼ばれた。

## 元祖ものまね四天王
当時は佐々木つとむ、はたけんじ、堺すすむの3人を「ものまね御三家」と呼んでいた。後に団しん也を加えた4人を「元祖ものまね四天王」と呼ぶようになった。

## 関連番組
- ものまね王座決定戦（フジテレビ） - ものまね四天王の誕生のきっかけとなった番組。各4組も常連出演者であり優勝経験も多い。尚、2012年に復活して放送再開して以降は栗田貫一がレギュラー出演している番組。また、清水アキラがレギュラー出演していた番組。
- ものまねくらぶ（フジテレビ） - ものまね四天王がレギュラー出演していた番組。
- ものまね珍坊（フジテレビ） - ものまね四天王がレギュラー出演していた番組。
- ものまねバトル（日本テレビ） - コロッケがレギュラー出演していた番組。
- 爆笑そっくりものまね紅白歌合戦スペシャル（フジテレビ） - 栗田貫一がレギュラー出演している番組。また、清水アキラがレギュラー出演していた番組。
- ものまねグランプリ（日本テレビ） - コロッケがレギュラー出演していた番組。